# Ингибиторы ацетилхолинэстеразы

Ацетилхолин

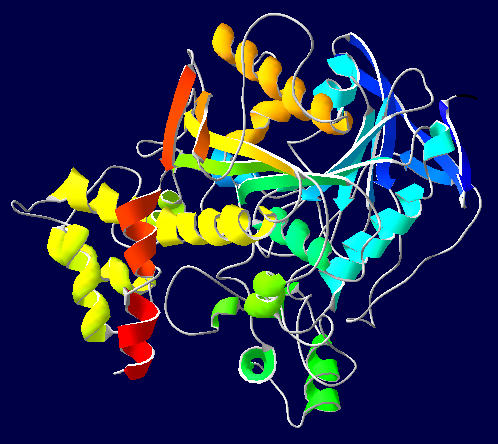
Ацетилхолинэстераза.

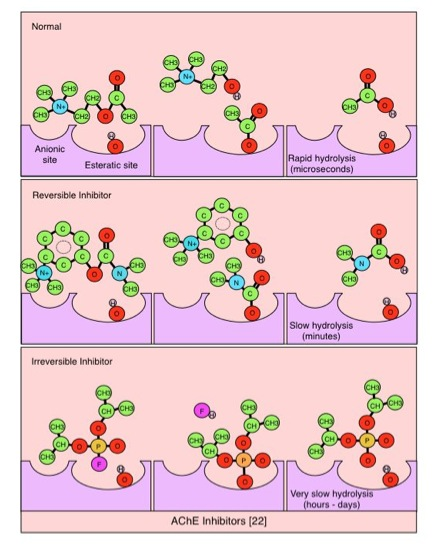
Ингибирование ацетилхолинэстеразы

Ацетилхолинэстераза — это фермент, который является основным членом семейства ферментов холинэстеразы. Ингибитор ацетилхолинэстеразы (AChEI) замедляет расщепление ацетилхолинэстеразой ацетилхолина на холин и ацетат, тем самым повышая уровень и продолжительность действия нейромедиатора ацетилхолин в центральной нервной системе, вегетативных ганглиях и нервно-мышечных соединениях, которые богаты рецепторами ацетилхолина. Ингибиторы ацетилхолинэстеразы представляют собой один из двух типов ингибиторов холинэстеразы; другой тип — ингибиторы бутирилхолинэстеразы.
Ингибиторы ацетилхолинэстеразы классифицируются как обратимые, необратимые или квазинеобратимые (также называемые псевдонеобратимые).

## Механизм действия
Органофосфаты, такие как ТЭПФ и зарин, ингибируют холинэстеразы, ферменты, которые гидролизуют нейромедиатор ацетилхолин. Активный центр холинэстераз имеет два важных участка, а именно анионный участок и эстеразный участок. После связывания ацетилхолина с анионным участком холинэстеразы ацетильная группа ацетилхолина может связываться с эстеразным участком. Важными аминокислотными остатками в эстеразном участке являются глутамат, гистидин и серин. Эти остатки опосредуют гидролиз ацетилхолина.

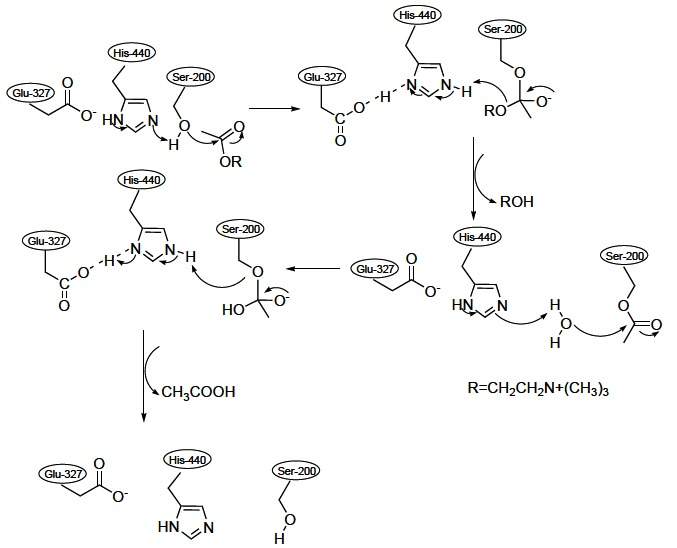
Гидролиз ацетилхолина, катализированный холинэстеразой в эстеразном участке

В эстеразном участке ацетилхолин расщепляется, что приводит к образованию свободной холиновой части и ацетилированной холинэстеразы. Это ацетилированное состояние требует гидролиза для собственной регенерации.

Ингибиторы, подобные ТЭПФ, изменяют остаток серина в эстеразном участке холинэстеразы. 

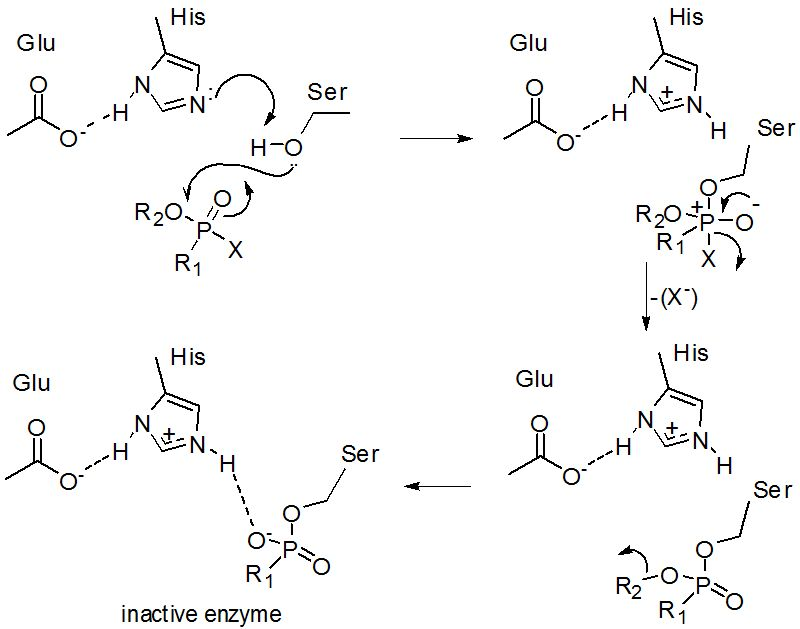
Механизм фосфорилирования, с помощью которого ингибируются холинэстеразы. Органофосфат сначала связывается с остатком серина в эстеразном участке холинэстеразы, а после превращения в молекулу фосфата он связывает остаток гистидина. Это приводит к занятию эстеразного участка и ингибированию расщепляющей активности холинэстеразы.

Данное фосфорилирование ингибирует связывание ацетильной группы ацетилхолина с эстеразным участком холинэстеразы. Поскольку ацетильная группа не может связывать холинэстеразу, ацетилхолин не может расщепляться. Таким образом, ацетилхолин останется нетронутым и будет накапливаться в синапсах. Это приводит к постоянной активации рецепторов ацетилхолина, что приводит к острым симптомам отравления, например, ТЭПФ. Фосфорилирование холинэстеразы ТЭПФ (или любым другим органофосфатом) необратимо. Это делает ингибирование холинэстеразы перманентным.
Холинэстераза необратимо фосфорилируется по следующей схеме реакции
{\displaystyle {\ce {E + PX <=> E-PX ->[k_3] EP + X}}}
На этой схеме реакции E обозначает холинэстеразу, PX — молекулу ТЭПФ, E — PX — обратимую фосфорилированную холинэстеразу, k3 — скорость реакции второй стадии, EP — фосфорилированную холинэстеразу, а X — уходящую группу ТЭПФ.
Необратимое фосфорилирование холинэстеразы происходит в два этапа. На первом этапе холинэстераза обратимо фосфорилируется. Эта реакция очень быстрая. Затем происходит вторая стадия. Холинэстераза образует очень стабильный комплекс с ТЭПФ, в котором ТЭПФ ковалентно связан с холинэстеразой. Текущая  стадия является медленной реакцией. Но после данной стадии холинэстераза необратимо подавляется.

Зависящее от времени необратимое ингибирование холинэстеразы можно описать следующим уравнением.
{\displaystyle {\ce {ln{\frac {E}{E_{0}}}={\frac {k_{3}t}{1+{\frac {K_{I}}{I}}}}}}}
В этой формуле E — оставшаяся активность фермента, E0 — начальная активность фермента, t — временной интервал после смешивания холинэстеразы и ТЭПФ, KI — константа диссоциации комплекса холинэстераза-ТЭПФ (E-PX) и I — концентрация ТЭПФ.
Механизм реакции и приведенная выше формула также совместимы с другими органофосфатами. Процесс происходит точно так же.
Кроме того, некоторые органофосфаты могут вызывать OPIDN — отсроченную полинейропатию, индуцированную органофосфатами. Это заболевание, которое характеризуется дегенерацией аксонов в периферической и центральной нервной системе. Это заболевание проявится через несколько недель после заражения органофосфатами. Считается, что neuropathy target esterase(NTE) зависит от органофосфата, который вызывает заболевание. Однако не найдено никаких доказательств, которые указывают на то, что ТЭПФ является одним из органофосфатов, которые могут вызывать OPIDN.

## Использование
Ингибиторы ацетилхолинэстеразы:
- Встречаются в естественной среде в виде ядов (например, онхидал[англ.])
- Используются в качестве оружия (нервно-паралитические вещества)
- Используются как инсектициды (например, малатион)
- В лечебных целях используются:
  - Для лечения миастении. При миастении они используются для усиления нервно-мышечной передачи
  - Для лечения глаукомы
  - Для лечения синдрома постуральной тахикардии[англ.]
  - Как противоядие при холинолитических отравлениях
  - Чтобы обратить эффект недеполяризующих миорелаксантов
  - Для лечения психоневрологических симптомов таких заболеваний, как болезнь Альцгеймера, особенно апатии
  - Для увеличения шансов на осознанные сновидения (путем продления фазы быстрого сна)[8]
  - Для лечения деменции с тельцами Леви и болезни Паркинсона. При этих нейродегенеративных заболеваниях AChEI главным образом используются для лечения когнитивных (в основном, нарушений памяти и обучаемости) симптомов деменции. Эти симптомы ослабляются благодаря роли ацетилхолина в познавательной деятельности в ЦНС. Есть некоторые свидетельства того, что AChEI могут ослаблять психотические симптомы (особенно зрительные галлюцинации) при болезни Паркинсона[9]
  - Для лечения когнитивных нарушений у больных шизофренией. Есть некоторые данные, свидетельствующие об эффективности лечения положительных, отрицательных и аффективных симптомов[10][11][12]
  - Для лечения аутизма и для увеличения процента фазы быстрого сна у детей, больных аутизмом, в соответствии с механизмом, с помощью которого они стимулируют осознанные сновидения[13][14]

## Руководства и рекомендации
В клинических рекомендациях по медикаментозному лечению людей с деменцией рекомендуется испытать AChE ингибитор у людей с ранней и средней стадиями деменции. Эти руководящие принципы, известные как Medication appropriateness tool for co‐morbid health conditions in dementia criteria (MATCH-D), предполагают, что эти лекарства, по крайней мере, рассматриваются к применению.

## Побочные эффекты
| - Диарея - Головная боль - Бессонница - Тошнота - Рвота | - Боль в животе - Потеря аппетита - Желтуха - Головокружение - Замедленное сердцебиение - Внезапная или значительная потеря веса - Слабость |

Некоторые основные эффекты ингибиторов холинэстеразы:
- Воздействие на парасимпатическую нервную систему (парасимпатическая ветвь вегетативной нервной системы) может вызвать брадикардию, гипотензию, гиперсекрецию, бронхоспазм, диарею и снижение внутриглазного давления, повышение тонуса нижнего пищеводного сфинктера (НПС).
- Холинергический криз.
- Могут вызвать продолжительное сокращение мышц.[18]
- Эффекты неостигмина на послеоперационную тошноту и рвоту противоречивы, и в клинической практике нет четкой связи, однако есть убедительные доказательства, подтверждающие снижение риска при применении антихолинергических средств.[19]

Назначение обратимых ингибиторов холинэстеразы противопоказано тем, у кого есть задержка мочи из-за обструкции уретры.

### Передозировка
Гиперстимуляция никотиновых и мускариновых рецепторов. Антидот - атропин.

## Фаза титрования
При использовании в центральной нервной системе для облегчения неврологических симптомов, как при использовании ривастигмина при болезни Альцгеймера, все ингибиторы холинэстеразы требуют постепенного увеличения доз в течение нескольких недель, и это обычно называется фазой титрования. Многие другие виды медикаментозного лечения могут потребовать фазу титрования или повышения. Эта стратегия используется для формирования толерантности к побочным эффектам или для достижения желаемого клинического эффекта. Это также предотвращает случайную передозировку и поэтому рекомендуется при начале лечения чрезвычайно сильнодействующими и/или токсичными препаратами (препаратами с низким терапевтическим индексом).

## Примеры

### Обратимый ингибитор
Соединения, которые действуют как обратимые конкурентные или неконкурентные ингибиторы холинэстеразы, наиболее вероятно найдут терапевтическое применение. Они включают в себя:
- Некоторые органофосфаты, не перечисленные ниже в разделе «Необратимые»
- Карбаматы
  - Физостигмин
  - Неостигмин
  - Пиридостигмин
  - Амбеноний
  - Демекариум[англ.]
  - Ривастигмин
- Производные фенантрена
  - Галантамин
- Кофеин — неконкурентный (также антагонист аденозиновых рецепторов)[21]
- Розмариновая кислота[англ.] — эфир кофейной кислоты. Встречается в растениях видов семейства Lamiaceae.[22]
- Альфа-пинен[англ.] — неконкурентный обратимый[23][24]
- Пиперидины
  - Донепезил
- Такрин[англ.], также известный как тетрагидроаминоакридин (THA')
- Эдрофониум[англ.]
- Гуперзин А[25][26]
- Ладостигил[англ.]
- Унгеремин[англ.][27]
- Лактукопикрин[англ.]
- Акотиамид[англ.]
- Гибридные/битопные лиганды[28]

#### Сравнительная таблица
| Ингибитор             | Продолжительность  | Главное место воздействия                           | Клиническое использование                                                          | Побочные эффекты  |
| --------------------- | ------------------ | --------------------------------------------------- | ---------------------------------------------------------------------------------- | ----------------- |
| Эдрофониум            | короткая (10 мин.) | нервномышечное соединение                           | диагностика миастении                                                              |                   |
| Неостигмин            | средняя (1–2 ч.)   | нервномышечное соединение                           | нейтрализация нервно-мышечного блока (внутривенно); лечение миастении (перорально) | висцеральные      |
| Физостигмин           | средняя (0.5–5 ч.) | постганглионарные волокна парасимпатической системы | лечение глаукомы (глазные капли)                                                   |                   |
| Пиридостигмин         | средняя (2–3 ч.)   | нервномышечное соединение                           | лечение миастении (перорально)                                                     |                   |
| Дифлос                | длительная         | постганглионарные волокна парасимпатической системы | исторически им лечили глаукому (глазные капли)                                     | токсичен          |
| Эхотиофат (обратимый) | длительная         | постганглионарные волокна парасимпатической системы | лечение глаукомы (глазные капли)                                                   | системные эффекты |
| Паратион (обратимый)  | длительная         | нет                                                 | токсичен                                                                           |                   |

### Квазинеобратимый ингибитор
Соединения, которые действуют как квазинеобратимые ингибиторы холинэстеразы, наиболее вероятно могут быть использованы в качестве химического оружия или пестицидов.
- Органофосфаты
  - Эхотиофат
  - ДФФ
  - Кадусафос
  - Хлорпирифос
  - Циклозарин
  - Дихлофос
  - Диметоат
  - Метрифонат (необратимый)
  - Зарин
  - Зоман
  - Табун
  - VX
  - VE
  - VG
  - VM
  - Диазинон
  - Малатион
  - Паратион
- Уретаны
  - Алдикарб
  - Бендиокарб
  - Буфенкарб
  - Карбарил
  - Карбендазим
  - Карбетамид
  - Карбофуран
  - Карбосульфан
  - Хлорбуфам
  - Хлорпрофам
  - Этиофенкарб
  - Форметанат
  - Метиокарб
  - Метомил
  - Оксамил
  - Фенмедифам
  - Пинмикарб
  - Пиримикарб
  - Пропамокарб
  - Propham
  - Пропоксур
- Атипичные ингибиторы
  - Онхидал
  - Кумарины